# Azerbaïdjan au Concours Eurovision de la chanson 2020
L'Azerbaïdjan était l'un des quarante et un pays participants prévus du Concours Eurovision de la chanson 2020, qui aurait dû se dérouler à Rotterdam aux Pays-Bas. Le pays aurait été représenté par la chanteuse Samira Efendi et sa chanson Cleopatra, sélectionnées en interne par le diffuseur İTV. L'édition est finalement annulée en raison de la pandémie de Covid-19.

## Sélection
Le diffuseur azéri İTV confirme sa participation le 16 septembre 2019. Le diffuseur ouvre une période de candidatures du 22 janvier au 7 février 2020 puis annonce le 28 février 2020 avoir sélectionné Samira Efendi comme représentante. Sa chanson, intitulée Cleopatra, est présentée le 10 mars 2020.

## À l'Eurovision
L'Azerbaïdjan aurait participé à la première demi-finale, le 12 mai puis, en cas de qualification, à la finale du 16 mai 2020.
Le 18 mars 2020, l'annulation du Concours en raison de la pandémie de Covid-19 est annoncée.